# قنبرمحله (محله)

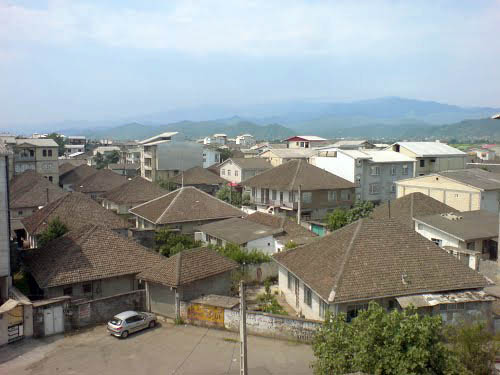
تصویری هوایی از ورودی دبیرآباد

قنبرمحله یکی از قدیمی‌ترین و پرجمعیت‌ترین محلات آستارا که بخش انتهایی خیابان امام خمینی آستارا می‌باشد، که در قسمت غربی شهر در کنار مرز ایران – جمهوری آذربایجان واقع شده‌است. قنبرمحله از غرب به جلال‌آباد و روستای خشکه دهنه، از شمال به گذرگاه مرزی آستارا – آستاراچای، از شرق به فلکه بانک ملی (امام خمینی) و از جنوب به محلات چسبیده تا دبیرآباد واقع در کوی جعفرنژاد گسترش می‌یابد.
محله قنبرمحله از مسجد علی‌بن ابی‌طالب واقع در کوی گیلک‌لر شروع و تا انتهای بلوار جانبازان واقع در کوی نهانی امتداد می‌یابد. جاده قدیم آستارا – اردبیل نیز ادامه همین مسیر می‌باشد. تا پیش از انقلاب اسلامی، آستارا گستردگی و پراکنش جمعیتی کنونی‌اش را نداشت، و همین موضوع باعث شده، هم‌اکنون نیز محلات و جمعیتی زیاد در این محله بزرگ ساکن باشند.این محله یکی از قدیمی ترین محله های شهرستان آستارا است که اکثریت مردمانش مهاجرین قفقاز و ترک زبان های مهاجر از استان اردبیل امروزی و حومه این استان بوده است.

## محله‌ها
برخی از محله‌های معروف قنبرمحله بدین صورت می‌باشد:
- کوره خانه: به گویش اهالی محله ← (به ترکی آذربایجانی: کؤرَه خانا-Kürə Xana) محله‌ای چسبیده به مرز، که در گذشته کارگاه‌های ساخت سفال زیادی در این منطقه وجود داشته‌است. بدین جهت نامش کوره خانه هست.
- شیطانا بازار
- دبیرآباد: پرجمعیت‌ترین بخش محله

## خیابان‌ها
- خیابان مرزداران
- خیابان امام خمینی

## کوی‌ها

میدان ورزشی محله قنبرمحله چسبیده به گذرگاه مرزی

- کوی گیلک‌لر
- کوی نهانی
- کوی ستارزاده

## بلوارها
- بلوار جانبازان

## مدارس
- مدرسه ابتدایی دخترانه ۲۲ بهمن (شاهد)
- مدرسه دبیرستان دور اول دخترانه یوسف آبادی
- مدرسه شهید آیت‌الله مدنی (مکانی تاریخی و قدیمی با کارکرد نظامی که از سال ۱۳۱۹ به مدرسه داریوش تبدیل شد، پس از انقلاب نیز تا اواسط دهه ۱۳۸۰ کارکرد آموزش ابتدایی پسرانه با نام شهید آیت‌الله مدنی داشته‌است.)

## مسجد
- مسجد علی‌ ابن ابی طالب

## فرهنگی
- سینما دریا
- پارک و زمین والیبال و بسکتبال
- زمین فوتبال چمن

## نظامی
- وجود چندین پاسگاه و برجک مرزی